# Margaretha Eijken
Margaretha (Gré) Eijken (Hoorn, 12 november 1875 –  aldaar, 1 mei 1986) was vanaf 27 december 1984 de oudste inwoner van Nederland. Zij heeft deze titel 1 jaar en 125 dagen gedragen.

## Oudste levende persoon in Nederland
Vanaf het overlijden van Frederika van Asselt-Benkemper tot aan haar eigen dood was Eijken de oudste persoon in Nederland.
Zij werd na haar overlijden in die hoedanigheid opgevolgd door Christina van Druten-Hoogakker.

## Oudste Nederlander aller tijden
Op de dag van haar overlijden evenaarde Eijken het record van oudste Nederlander aller tijden. Dit record was op 22 juli 1983 door Petronella Ribbens-Verstallen gesteld op 110 jaar en 170 dagen, en werd vier jaar later, op 10 mei 1987, verbeterd door Christina van Druten-Hoogakker, die als eerste inwoner van Nederland de kaap van de 111 jaar overschreed.
In de 110 jaar van Eijken zat een schrikkeldag meer dan in de 110 jaar van Ribbens-Verstallen. Feitelijk heeft Eijken dus een dag langer geleefd dan haar voorgangster als oudste Nederlander ooit.